# Werner Wenning (Diplomat)
Werner Wenning (* 16. Juli 1914 in Berlin; † 4. August 1986) war ein deutscher Diplomat. Er war Botschafter der DDR in der Volksrepublik Bulgarien.

## Leben
Wenning, Sohn eines Arbeiters, besuchte die Volks- und Oberrealschule. Von 1928 bis 1932 erlernte er den Beruf des Schlossers. Nach der Lehrzeit wurde er arbeitslos und war mit Unterbrechungen als Hilfsarbeiter, Expedient und Kassenbote tätig. Im Jahr 1932 wurde er Mitglied des Fichte-Sportvereins, der Roten Hilfe und der KPD. Von 1936 bis 1945 arbeitete er als Schlosser und Werkmeister in seinem Beruf. 
Nach dem Zweiten Weltkrieg 1945 beteiligte er sich am Aufbau der Ortsverwaltung Berlin-Waidmannslust. Er wurde stellvertretender Bezirksvorsteher, später Sekretär des Bezirksbürgermeisters von Reinickendorf und Angestellter im Berliner Magistrat. Er schloss sich der SED, dem FDGB und der DSF an. Wenning studierte von 1947 bis 1949 Gesellschaftswissenschaften an der Universität Leipzig.  
Am 1. Januar 1950 trat er in den diplomatischen Dienst der DDR. Nach einer Tätigkeit in der Protokollabteilung wurde er zu Beginn des Jahres 1952 stellvertretender Abteilungsleiter und am 1. September 1952 Leiter der Unterabteilung Politische und wirtschaftliche Organisation der Hauptabteilung II im Ministerium für Auswärtige Angelegenheiten der DDR (MfAA). Zwischen 1958 und 1963 absolvierte er ein Fernstudium an der Deutschen Akademie für Staats- und Rechtswissenschaft, das er als Diplomstaatswissenschaftler abschloss. Von 1959 bis 1962 war er Botschaftsrat an der Botschaft der DDR in Peking. Von 1963 bis 1970 leitete er die Abteilung Südosteuropa im MfAA und war anschließend von Oktober 1970 bis 1975 Botschafter der DDR in Sofia. 
Ab 1976 war er Sekretär des DDR-Komitees für die Kampfdekade gegen Rassismus und Rassendiskriminierung.

## Auszeichnungen
- Vaterländischer Verdienstorden in Bronze (1964), in Silber (1974)
- Stern der Völkerfreundschaft (1979)